# Horace

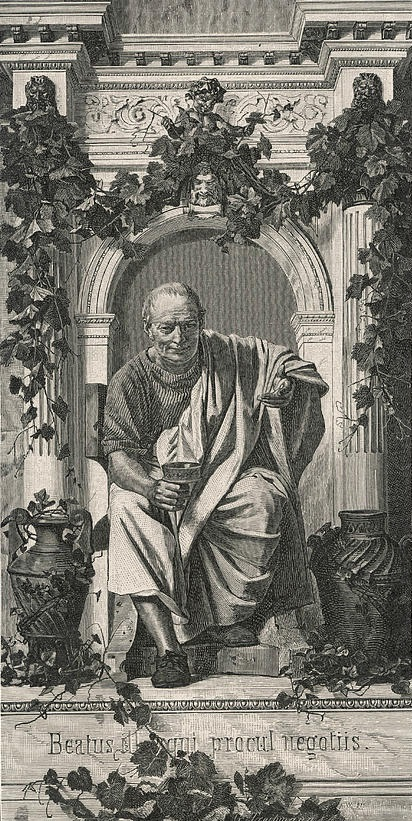
Horace, tranh của Anton von Werner

Horace (tên đầy đủ bằng Latin: Quintus Horatius Flaccus. 8 tháng 12 năm 65 tr. CN – 27 tháng 11 năm 8 tr. CN) – là nhà thơ của thế kỷ vàng trong văn học La Mã. Ông sáng tác vào thời Nội chiến và những thập niên đầu của chính quyền Octavian Augustus.

## Tiểu sử
Horace sinh ở Venosa, miền nam nước Ý, trong một gia đình nô lệ đã được giải phóng. Sau đó gia đình chuyển về Roma, Horace được học trong những trường nổi tiếng nhất thời đấy. Khoảng năm 45 tr. CN Horace sang Athens học tiếp về văn học Hy Lạp và triết học. Năm 44 tr. CN Ceasar bị giết chết, Horace đứng về phía Brutus. Năm 22 tuổi ông được phong chức tribunus militum và hộ tống Brutus đến vùng Tiếu Á.
Năm 42 tr. CN Horace tham gia trận đánh Philippi (Battle of Philippi) nhưng Brutus thua trận. Horace được tha, sau đó ông trở về Rome và bắt đầu con đường văn học
Khoảng năm 38 tr. CN những bài thơ của Horace gây được sự chú ý của Virgil và Licius Varius Rufus. Hai nhà thơ nổi tiếng này giới thiệu Horace với Maecenas – bạn thân của Augustus. Maecenas nhận Horace là bạn và sau đó trở thành mạnh thường quân của Horace.
Khoảng năm 35 tr. CN cuốn sách đầu tiên (Sermonum) gồm 10 bài thơ được xuất bản. Khoảng năm 30 tr. CN xuất bản cuốn thứ hai... các tác phẩm của Horace lần lượt được xuất bản. Hầu hết các tác phẩm của Horace đều đề tặng Maecenas. Horace mất năm 8 tr. CN và được mai táng gần mộ của Maecenas mất trước đó không lâu.

## Sự ảnh hưởng
Horace trở thành biểu tượng nhà thơ – người thầy của văn hóa châu Âu. Nếu như Virgil dạy người đời sự nhận thức và cắt nghĩa thế giới này thì Horace dạy cách ứng xử trong đời. Ông là sự hiện thân của sự khôn ngoan, hiểu biết mọi thứ và không ngạc nhiên trước bất cứ điều gì, tiếp nhận cả thành công cũng như thất bại một cách tĩnh lặng, biết từ chối cái không hợp với sức mình, biết vui với những niềm vui bình thường, coi khinh thói bon chen của người trần, bền bỉ trong việc tự hoàn thiên bản thân để đạt đến sự tĩnh lặng trong tâm hồn và tự do cho ý chí. Nguyên tắc "trung dung" của Horace đã trở thành lời có cánh, mang trong mình lời di huấn của văn minh cổ đại đối với Thời đại mới. Khi nói về thơ ca châu Âu các thế kỷ XVII – XVIII người ta gọi những bài thơ về tình yêu nhẹ nhàng, về rượu là "thơ Anacreon" con những bài thơ mang chất triết lý, đạo đức hay nguyên tắc ứng xử "trung dung" là "thơ Horace" – đấy là lời cảm tạ đối với nhà thơ lớn, người đóng vai trò quan trọng trong việc hình thành thơ mới châu Âu.

## Tác phẩm
- (35 tr. CN) Sermonum liber primus
- (30 tr. CN) Epodes

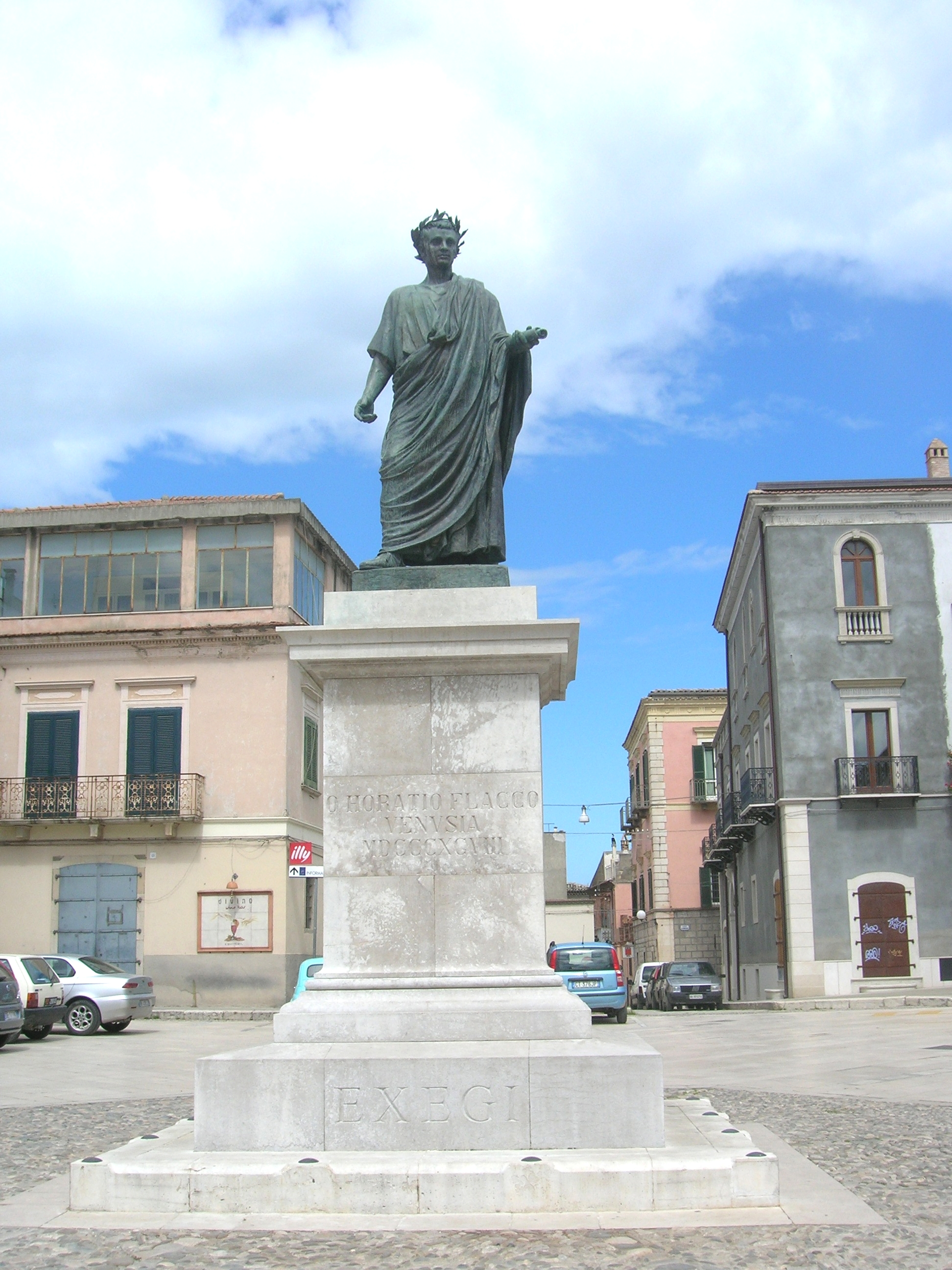
Tượng Horace ở Venosa

- (30 tr. CN) Sermonum liber secundus
- (23 tr. CN) Carminum liber primus
- (23 tr. CN) Carminum liber secundus
- (23 tr. CN) Carminum liber tertius
- (20 tr. CN) Epistularum liber primus
- (18 tr. CN) Ars Poetica
- (17 tr. CN) Carmen Saeculare
- (14 tr. CN) Epistularum liber secundus
- (13 tr. CN) Carminum liber quartus

## Một số bài thơ
| Carmina I, XI Tu ne quaesieris, scire nefas, quem mihi, quem tibi finem di dederint, Leuconoe, nec Babylonios temptaris numeros. Ut melius, quidquid erit, pati. Seu pluris hiemes, seu tribuit Iuppiter ultimam, quae nunc oppositis debilitat pumicibus mare Tyrrhenum: sapias, vina liques, et spatio brevi spem longam reseces. Dum loquimur, fugerit invida aetas: carpe diem, quam minimum credula postero. Carmina I, XXXII Poscimus, si quid vacui sub umbra lusimus tecum, quod et hunc in annum vivat et pluris, age dic Latinum, barbite, carmen, Lesbio primum modulate civi, qui ferox bello tamen inter arma, sive iactatam religarat udo litore navim, Liberum et Musas Veneremque et illi semper haerentem puerum canebat et Lycum nigris oculis nigroque crine decorum. o decus Phoebi et dapibus supremi grata testudo Iovis, o laborum dulce lenimen mihi cumque salve rite vocanti. | Carmina I, XI Đừng hỏi gì về ngày sau, không biết được đâu, cả em và anh cũng thế điểm cuối đã định rồi, Leuconoe ơi đừng mải mê gì với phép bói Babylon tốt nhất là ta hãy biết sống với những gì mà giờ ta đang có. Thần Juppiter còn cho bao nhiêu mùa đông nữa hay là đã cuối cùng Mà giờ những con sóng đang dội vào vách đá trên biển Ty-ren hãy khôn ngoan, nhấp ly rượu của mình và quãng thời gian ngắn ngủi hy vọng dài lâu ta bỏ lại. Khi ta đang nói với nhau đây thì thời gian ghen tỵ trôi mau: nắm bắt khoảnh khắc, chớ tin gì tương lai xa vời vợi. Carmina I, XXXII Hỡi Thiên cầm! Trong bóng cành bóng lá giờ vui này xin gửi đến muôn năm đàn hãy cùng ta khúc hát ngân vang ngợi ca giống nòi La Mã. Chàng trai người Lesbos lần đầu tiên say mê đàn, dù chàng từng giận dữ trong trận đánh, giữa biển trời bão tố đã cập bến con thuyền. Chàng ngợi ca Bacchus và Vệ nữ với đứa con trai luôn ở bên mình ngợi ca sắc đẹp của ánh mắt huyền và mái tóc đen đúa. Em là niềm vui của thần Apollo trang điểm cho thần Juppiter dự tiệc em mang cho đời niềm vui hạnh phúc em hãy đến cùng ta. Bản dịch của Nguyễn Viết Thắng |

## Những câu lời hay ý đẹp của Horace
- Carpe diem – Nắm bắt khoảnh khắc. Câu thơ "carpe diem quam minimum credula postero" (nắm bắt khoảnh khắc, chớ tin gì tương lai xa vời vợi).
- Dulce et Decorum Est pro patri mori – (Chết vì tổ quốc sung sướng và ngọt ngào thay). Câu này xuất hiện thường xuyên trên các tờ báo ở châu Âu và trở thành một khẩu hiệu của chiến tranh Thế giới I. Câu này cũng trở thành tên một bài thơ với sự mỉa mai cay đắng Thế chiến I của nhà thơ Anh Wilfred Owen.
- Sapere aude – (Quyết trở thành nhà thông thái). Câu này trở thành một thứ khẩu hiệu của Thế kỷ Ánh sáng, nhà triết học Immanuel Kant rất thích câu này.
- Culpam poena premit comes – Đi sau tội ác là sự trừng phạt.
- Nil desperandum – Đừng bao giờ tuyệt vọng.
- Ab ovo usque ad mala – Từ đầu chí cuối.
- Nuda veritas – Sự thật trần truồng.
- Est modus in rebus – Chừng mực trong mọi thứ.
- Aurea mediocres – Nguyên tắc vàng trung dung.
- Fuga temporum – Năm tháng trôi mau.
- Discordat avaro parcus – Người tằn tiện không có nghĩa là bủn xỉn.
- Semper avarus eget – Kẻ keo kiệt lúc nào cũng thấy thiếu.
- Omnem crede diem tibi diluxisse supremum – Hãy nhớ rằng ngày nào cũng đều có thể là ngày cuối cùng của bạn.
- Nemo contentus vivat, laudet diversa sequentis – Không ai bằng lòng với đời mình, ai cũng ganh tỵ với phần người khác.
- Dum vitant stulti vitia, in contraria currunt – Những kẻ ngốc tránh tật xấu này lại mắc vào tật xấu khác.
- Nam vitiis nemo sine nascitur, optimus ille est, qui minimis urgetur – Chẳng có ai sinh ra mà không có tật xấu nào, người tốt là người có ít tật xấu hơn tất cả.
- Nec naso suspendis adunco ignotos – Mũi đại bàng không vểnh lên trước kẻ chưa ai biết (từ đây mà có thành ngữ: "vểnh mũi lên")
- Nil sine magno vita labore dedit mortalibus – Cuộc đời chẳng cho không cái gì (mà không cần lao động).
- Hac urguet lupus, hac canis – Chó sói ở đây, còn đằng kia là chó (giống như: "trên thớt dưới dao").
- Virtus est vitium fugere et sapientia prima stultitia caruisse – Phẩm hạnh tránh tật xấu, khôn ngoan tránh phỏng đoán.
- Dimidium facti, qui coepit, habet – Ai mở đầu là đã làm một nửa việc.
- Imperat aut servit collecta pecunia cuique – Tiền có thể là ông chủ hay nô lệ cho người tích cóp nó.
- Caelum, non animum mutant, qui trans mare currunt – Người đi sang bên kia biển thay đổi bầu trời chứ không phải tâm hồn.
- Quid de quoque viro et cui dicas, saepe videto – Thường xuyên để ý xem bạn nói với ai và nói về ai.
- Multa fidem promissa levant – Hứa hẹn lớn làm giảm lòng tin.
- Non omnes eadem mirantur amantque – Không phải tất cả đều khâm phục một thứ, không phải tất cả đều yêu một thứ.
- In vitium ducit culpae fuga, si caret arte – Kẻ không đạt đến khoa học tránh sai lầm này sẽ rơi vào sai lầm khác.
- Nec semper feriet quodcumque minabitur arcus – Mũi tên không phải lúc nào cũng rơi vào cái đích mà nó ngắm.

Bản dịch của Hồ Thượng Tuy